# دوافع هجمات 11 سبتمبر

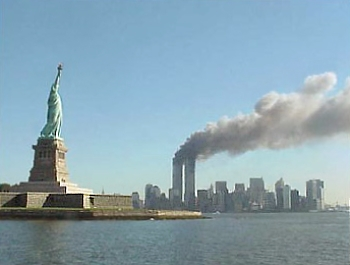
وصفت هجمات 9/11 بأنها "حدث رمزي عالمي".

هجمات 11 سبتمبر 2001، في شمال شرق الولايات المتحدة كانت عملاً إرهابياً منظماً قام به 19 خاطفاً، ونظمها العديد من أعضاء القاعدة. تم ذكر الدوافع الكامنة وراء هذه الهجمات قبل وبعد الهجمات في عدة مصادر، إعلان أسامة بن لادن حرب مقدسة ضد الولايات المتحدة، وفتوى موقعة من بن لادن وآخرين لقتل الأمريكيين في عام 1998، ويعتبرهما المحققين دليلاً على دافعه. ومع ذلك، رفض أسامة بن لادن في مقابلة مع صحفة ديلي أمت، تورط القاعدة في هجمات 11 سبتمبر.
في «رسالته إلى أمريكا» في نوفمبر 2002، ذكر أسامة بن لادن صراحة أن دوافع القاعدة لهجماتها تشمل: الدعم الغربي لمهاجمة المسلمين في الصومال، دعم الأعمال الوحشية الروسية ضد المسلمين في الشيشان ودعم القمع الهندي ضد المسلمين في كشمير، والعدوان اليهودي ضد المسلمين في لبنان، وجود القوات الأمريكية في السعودية، دعم الولايات المتحدة لإسرائيل، والعقوبات ضد العراق.
في أعقاب 9/11، تقلص إلى حد كبير مناقشة العامة لأسباب الإرهاب، والتي ادعى بعض المعلقين أنها محاولة لإيجاد عذر وتبرير لقتل المدنيين الأبرياء. العبارات التي تلفت النظر – أن الإرهابيين كانوا مدفوعين بكراهية للحرية أو التعصب المتأصل بالإسلام – كانت سائدة. يصف آرون كوندناني المناخ العام واحداً حيث «أصبح الإرهاب ‘أيديولوجية شريرة’ تتطلب مواصلة التحليل.» بيد أنه بحلول عام 2004، تم تجاوز المحرم وأنه فقط من خلال مفهوم «الأصولية» أصبح النقاش حول الأسباب ممكن مرة أخرى.

## الدوافع المعلنة

### دعم إسرائيل من جانب الولايات المتحدة
في «رسالته إلى أمريكا» في نوفمبر 2002 وصف، بن لادن دعم الولايات المتحدة لإسرائيل كأحد الدوافع.
توسع إسرائيل واحدة من أكبر الجرائم، وأنتم قادة جرائمها. وطبعا ليس هناك حاجة لشرح وإثبات درجة الدعم الأمريكي لإسرائيل. إنشاء إسرائيل جريمة يجب أن تمحى. كل شخص تلوثت أيديهم في الإسهام بهذه الجريمة يجب أن يدفع ثمنها، وذلك غالياً.
في عامي 2004 و2010، كرر بن لادن الصلة بين هجمت 11 سبتمبر ودعم إسرائيل من جانب الولايات المتحدة. وذكر أيضًا الدعم لإسرائيل قبل الهجوم في فتوى القاعدة عام 1998.
أهداف الولايات المتحدة تأتي كذلك لخدمة دويلة اليهود، وصرف النظر عن احتلالها لبيت المقدس وقتلها للمسلمين فيه. ولا أدل على ذلك حرصهم على تدمير العراق أقوى الدول العربية المجاورة، وسيعهم لتمزيق دول المنطقة جميعها كالعراق والسعودية ومصر والسودان إلى دويلات ورقية تضمن بفرقتها وضعفها بقاء إسرائيل واستمرار الاحتلال الصليبي الغاشم لأرض الجزيرة.

### العقوبات المفروضة على العراق
في 6 أغسطس 1990، بعد الغزو العراقي للكويت، اعتمد مجلس الأمن الدولي القرار 661، الذي فرض عقوبات اقتصادية على العراق، وينص على فرض حظر تجاري كامل، باستنثاء الإمدادات الطبية والأغذية وغيرها من الاحتياجات الإنسانية (وهذه تحددها لجنة العقوبات في مجلس الأمن). بعد نهاية حرب الخليج وبعد انسحاب العراق من الكويت، ارتبطت العقوبات بإزالة أسلحة الدمار الشامل بموجب القرار 687.
في فتوى عام 1998، أشارت القاعدة إلى أن عقوبات العراق هي أحد أسباب قتل الأمريكيين:
رغم الدمار الكبير الذي حل بالشعب العراقي على يدي التحالف الصليبي اليهودي، ورغم العدد الفظيع من القتل الذي جاوز المليون....رغم كل ذلك يحاول الأمريكان مرة أخرى معاودة هذه المجازر المروعة، وكأنهم لم يكتفوا بالحصار الطويل بعد الحرب العنيفة ولا بالتمزيق والتدمير....ونحن بناء على ذلك، وامتثالاً لأمر الله، نفتي جميع المسلمين بالحكم التالي: إن حكم قتل الأمريكان وحلفائهم—مدنيين وعسكريين—فرض عين على كل مسلم...
في فيديو لأسامة بن لادن عام 2004، وصف أسامة العقوبات «بأنها أكبر عملية ذبح للأطفال عرفتها البشرية».

### الوجود العسكري الأمريكي في السعودية
بعد حرب الخليج 1991، احتفظت الولايات المتحدة بوجود 5,500 جندي متمركزين في السعودية. وكان من مسؤوليات هذه القوة عملية المراقبة الجنوبية، التي فرضت منطقتي الحظر الجوي فوق جنوب العراق بعد عام 1991، وصادرات البلاد من النفط عن طريق الممرات الملاحية في الخليج العربي محمية بواسطة الأسطول الخامس الأمريكي، الذي يتخذ من البحرين مقراً له.
بما أن السعودية تضم أقدس مكانين في الإسلام (مكة والمدينة)، فإن كثير من المسلمين كانوا مستائين من وجود عسكري دائم. استمرار وجود القوات الأمريكية بعد حرب الخليج في السعودية كان أحد الدوافع المعلنة وراء هجمات 11 سبتمبر و‌تفجير أبراج الخبر. علاوة على ذلك، كان التاريخ المختار لتفجيري سفارتي الولايات المتحدة 1998 (7 أغسطس) بعد ثماني سنوات منذ يوم أرسلت القوات الأمريكية إلى السعودية. وفسر بن لادن قول محمد بحظر «الوجود الدائم للكفار في جزيرة العرب».
في عام 1996، أصدر بن لادن فتوى تدعو القوات الأمريكية للخروج من السعودية. في فتوى عام 1998، كتبت القاعدة: «منذ ما يربو عن سبع سنين وأمريكا تحتل أراضي الإسلام في أقدس بقاعها، جزيرة العرب، وتنهب خيراتها، وتملي على حكامها وتذل أهلها، وترعب جيرانها، وتجعل من قواعدها في الجزيرة رأس حربة تقاتل بها شعوب الإسلام المجاورة.» في مقابلة ديسمبر 1999 مع رحيم الله يوسفزي، قال بن لادن أنه يشعر أن الأمريكيين كانوا «قريبين جداً من مكة» واعتبر هذا استفزازاً للعالم الإسلامي كله.

## الدوافع المستدلة
استدل المحللين السياسيين ببعض الدوافع وراء الهجمات التي لم تذكرها صراحة القاعدة، مثل العولمة والرغبة في استفزاز الولايات المتحدة.
ذكر إليوت نيمان أن الروابط التي أوجدها فالت وميرسهايمر وآخرين، بما في ذلك العديد من المفكرين الألمان، بين 9/11 وإسرائيل غير تاريخية. ويقول أن الفلسطينيين أنفسهم كثيراً ما كانوا يشيرون إلى خيانة زعيم عربي تلو الآخر منذ تأسيس دولة إسرئيل، وكذلك أن بن لادن ليس استثناء، بما أنه لم يظهر أي اهتمام للقضية الفلسطينية حتى وقع تحت تأثير أيمن الظواهري وقرر استخدام الفلسطينيين كوسيلة للحصول على دعم المسلحين المسلمين. لا تزال لدى القاعدة وحماس علاقة محفوفة، وقد قيل أن لهم أهداف مختلفة بشأن الصراع الفلسطيني الإسرائيلي.

### الدافع الديني
يقول دانييل بنجامين وستيفن سيمون، في كتابهما، عصر الإرهاب المقدس، بأن هجمات 9/11 الإرهابية هي دينية بحتة. ينظر إليها على أنها «سر مقدس... يهدف إلى استعادة الكون الأخلاقي الذي تم تخريبه من قبل أعداء الإسلام». وهي ليست سياسية أو إستراتيجية ولكنها «عمل فدائي» يهدف إلى «إذلال وذبح أولئك الذين تدحوا هيمة الله.»

### العولمة
برنارد لويس هو الداعية الأكثر شهرة لفكرة «الإهانة» لدى العالم الإسلامي من خلال العولمة. في كتابه عام 2004 أزمة الإسلام: حرب مقدسة وإرهاب غير مقدس هو خلاف داخلي حتى من الحزب نفسه بشأن من هو مدني و من هو عسكري 
لكن ان اخذنا رأي من يركز فقط على من هو عسكري الامر مختلف ، يقول أن الطريقة المثلى لفهم العداء تجاه الغرب هو انحدار الدولة العثمانية القوية ذات مرة، وقد اقترن ذلك باستيراد الأفكار الغربية، كما رأينا في الاشتراكية العربية، الليبرالية العربية والعلمانية العربية.
خلال القرون الثلاثة الماضية، فقد العالم الإسلامي هيمنته وقيادته، وسقط خلف الغرب الحديث والمشرق سريع الحداثة. هذه الفجوة الآخذة في الاتساع تطرح مشاكل تزداد حدة، عملية وعاطفية على حد سواء، التي لم يجد لها الحكام، والمفكرين، ومتمردي الإسلام بعد أجوبة فعالة.
في مقال بعنوان "روح الإرهاب"، وصف جان بودريار 9/11 بأنه أول حدث عالمي «يشكك في جوهر عملية العولمة».

### إثارة حرب مع الولايات المتحدة
وقد جادل علماء الشرق الأوسط—مثل مايكل سكوت دوران وبيتر بيرغن—أن 9/11 كانت طريقة إستراتيجية لإثارة أمريكا لحرب تحرض على ثورة لعموم الإسلاميين. وقال دوران أن الطريقة المثلى لفهم الهجمات على أنها جزء من صراع ديني داخل العالم الإسلامي. وفي مقال، قال دوران أن أتباع بن لادن «يعتبرون أنفسهم جزيرة من المؤمنين الحقيقيين محاطة ببحر من الظلم». ومضى دورن قائلاً أن بن لادن كان يأمل أن الانتقام الأمريكي سوف يوحد المؤمنين ضد الغرب، وإشعال الثورات في الدول العربية، وفي أماكن أخرى، وأن أشرطة فيديو أسامة بن لادن كانت تحاول إثارة رد فعل عميق في الشرق الأوسط يهدف إلى رد فعل عنيف من قبل المواطنين المسلمين على التدخل الأمريكي المتزايد في المنطقة.
وقال بيرغن أن الهجمات كانت جزءاً من خطة تتسبب في زيادة الولايات المتحدة لوجودها العسكري والثقافي في الشرق الأوسط، مما سيضطر بالمسلمين لمواجهة فكرة تشكيل حكومة غير مسلمة وإقامة حكومات إسلامية محافظة في المنطقة.

## البحوث المتعلقة بالإرهاب الانتحاري
حدد روبرت بيب 315 حادثة، صنفت كلها ما عدا 14 كجزء من 18 حملة مختلفة. اشتركت هذه الـ18 بعنصرين وكلها ما عدا واحدة اشتركت بعنصر ثالث: 1) احتلال أجنبي؛ 2) من قبل ديمقراطية؛ 3) من دين مختلف. أجرت ميا بلوم مقابلات مع أقارب ومعارف الإرهابيين الانتحاريين. ودعمت استنتاجاتها تلك المتعلقة ببيب، مما يوحي بأن تتطوع الناس لمهمة انتحارية دون هذا الاحتلال الأجنبي أصعب بكثير.

## الخلافات
أثار مقال وارد تشرشل جدلاً في عام 2005 والذي كتب في عام 2001 تحت عنوان «حول عدالة الدجاج المجثم: تأملات في عواقب الغطرسة والإجرام الإمبريالي الأمريكي»، الذي قال فيه أن هجمات 11 سبتمبر كانت نتيجة طبيعية ولا مفر منها للسياسة الخارجية الأمريكية غير المشروعة خلال النصف الأخير من القرن العشرين.